# モンゴル人の名前
本記事では、モンゴル人の名前の原理について解説する。

## 苗字とオボク

### モンゴル社会の近代化
モンゴル人は、基本的に氏（家族名、family name）をもたなかった。
16世紀後半、アルタン・ハーンのチベット仏教入信を契機に、チベット語による命名の習慣が急速に普及・定着する。
20世紀以降、モンゴル人の居住地域はソ連（現ロシア）領（ブリヤート、カルムイク）、独立国家のモンゴル人民共和国（現モンゴル国）、中国領（内蒙古、青海、新疆）など3カ国に分断、それぞれが独自に姓や、家族名の役割をはたす呼称についての習慣を確立していく。
モンゴル国（旧モンゴル人民共和国）のモンゴル人
基本的に父の名（状況によって母の名）を「家族名」の代用として使用する習慣が成立した。
ロシア（旧ソ連）領のモンゴル人
父の名を「家族名」とするのに加え、「父称」を用いるロシア（ソ連）式習慣を付加
中国領のモンゴル人
家族間では民族名を用いる一方、公的場面では中国姓・中国名を名乗る
オボク（氏族名）+個人名をなのる
個人名の全体または一部にチベット語を用いる習慣も、根強く残っている。

## 名前
モンゴル国の2012年初の統計によると、よくある名前は以下の通りである。
| 名前        | ラテン文字転写 | カナ転写                      | 人数   |
| ----------- | -------------- | ----------------------------- | ------ |
| Бат-Эрдэнэ  | Bat-Erdene     | バトエルデネ                  | 13,473 |
| Отгонбаяр   | Otgonbayar     | オトゴンバヤル                | 11,083 |
| Алтанцэцэг  | Altantsetseg   | アルタンツェツェグ            | 10,967 |
| Оюунчимэг   | Oyuunchimeg    | オヨーンチメグ/オユーンチメグ | 10,580 |
| Батбаяр     | Batbayar       | バトバヤル                    | 10,570 |
| Болормаа    | Bolormaa       | ボロルマー                    | 10,282 |
| Энхтуяа     | Enkhtuya       | エンフトヤー/エンフトゥヤー   | 9,721  |
| Лхагвасүрэн | Lkhagvasüren   | ルハグヴァスレン              | 9,334  |
| Гантулга    | Gantulga       | ガントルガ                    | 9,268  |
| Эрдэнэчимэг | Erdenechimeg   | エルデネチメグ                | 9,232  |
| Ганболд     | Ganbold        | ガンボルド                    | 9,118  |
| Нэргүй      | Nergüi         | ネルグイ                      | 8,874  |
| Энхжаргал   | Enkhjargal     | エンフジャルガル              | 8,843  |
| Ганзориг    | Ganzorig       | ガンゾリグ                    | 8,760  |
| Наранцэцэг  | Narantsetseg   | ナランツェツェグ              | 8,754  |
| Мөнхбат     | Mönkhbat       | ムンフバト/ムンフバット       | 8,612  |
| Батжаргал   | Batjargal      | バトジャルガル                | 8,570  |
| Мөнх-Эрдэнэ | Mönkh-Erdene   | ムンフエルデネ                | 8,467  |

## 用例

### モンゴル国における用例
基本的に父の名を「家族名」の代用として使用する慣用が確立された。
婚外子、父が不明、事情があり父の名を用いたくない等の場合は母の名が使用される。
元横綱朝青龍と兄弟
- ドルゴルスレンギーン・ダグワドルジ（Долгорсүрэнгийн Дагвадорж; Dolgorsürengiin Dagvadorj）
- ドルゴルスレンギーン・スミヤーバザル（Долгорсүрэнгийн Сумъяабазар; Dolgorsürengiin Sumiyaabazar）
- ドルゴルスレンギーン・セルジブデー（Долгорсүрэнгийн Сэржбүдээ; Dolgorsürengiin Serjbüdee）

この3兄弟の場合、「ドルゴルスレン(Долгорсүрэн)」が父の名、「-ギーン(-(г)ийн)」が所属を示す属格助辞で「ドルゴルスレンの(息子)～」の意、「ダグワドルジ」・「スミヤーバザル」・「セルジブデー」の部分が本人たちの固有の名。
ペルジディーン・ゲンドゥン（モンゴル人民共和国初期の指導者、首相任1924-1937）
母の名「ペルジド」、「-ィーン(-ийн)」が属格助辞、本人固有の名「ゲンドゥン」
ホルローギーン・チョイバルサン（モンゴル人民共和国初期の指導者）
母の名「ホルロー」、「-ギーン(-(г)ийн)」が属格助辞、本人固有の名「チョイバルサン」
アナンディーン・アマル（モンゴル人民共和国初期の指導者、首相任1937-1939）
父の名「アナンダ」、「-ィーン(-ын)」が属格助辞、「アマル」が本人固有の名。
略称の場合は、父の名の頭文字を1字示し、続けて本人の名をフルネームで表記する。
- Д.Дагвадорж
- Д.Сумъяабазар
- Д.Сэржбүдээ
- П.Гэндэн
- Х.Чойбалсан
- А.Амар

### ロシア（旧ソ連）ブリヤート、カルムイクにおける例
ツェヴェーン・ジャムツァラノビッチ・ジャムツアラーノ（ブリヤート人）
ジャムサラン・ツェヴェーン（モンゴル語文献で、モンゴル式に表記された場合）
「ツェヴェーン」が本人の固有名、父の名は「ジャムツァル（推定）」、「ジャムツァラノビッチ」が父称、ジャムツァラーノが父の名に基づく「家族名」。

### 中国・内蒙古の例
中華人民共和国内の「モンゴル族」の命名原理としては、以下のような例がある。
- 家族内で用いる民族名を有するが、公式には中国姓+中国名を名乗る
  - オーノス・チョクト／楊海英（静岡大学人文学部教授）
- オボク+本人固有の名
  - ボルジギン・ブレンサイン（滋賀県立大学人間文化学部准教授）
  - ボルジギン・デムチュクドンロブ（20世紀前半の南モンゴル〔内蒙古〕の政治家、独立運動の指導者。蒙古聯合自治政府の主席〔任1939年9月1日-1945年8月19日〕等を歴任）
- 本人固有の名
  - エンケトゥプシン(engketübsin,恩和図布新)（大相撲力士・蒼国来）

## 日本におけるモンゴル国出身者の表記・呼称の慣用

### スポーツ報道
スポーツ報道（大相撲、五輪・世界選手権など国際試合における各種の競技）の分野では、モンゴル国出身者のフルネームを属格助字を省略して表記したり、選手本人の名ではなく父親の名で選手を呼称する慣用が幅広く行われている。

#### 大相撲
たとえば日本相撲協会のモンゴル国出身力士のプロフィールでは、「ドルゴルスレン・ダグワドルジ」のように、多くの力士において、属格助字「-イーン」「-ギーン」が省略される。朝赤龍、鶴竜らの力士は日本国の籍取得にあたりモンゴル名をそのまま日本名としたが、「力士プロフィール」にも用いた属格を省略した表記で帰化を申請し、官報にもこの表記で掲載された。ただし日本相撲協会のプロフィールでは、本人を父の名で呼称する例はみられない。

#### 東京2020
「東京2020」で2021年7月24日に開催された柔道女子48kg級では、銅メダリストとなったムンフバティーン・オラーンツェツェグ選手が、フルネームで「ムンフバト・ウランツェツェグ」とカナ表記され、試合や表彰式の実況中継・報道などで言及される際には本人の名「ウランツェツェグ(オラーンツェツェグ)」ではなく、父の名「ムンフバト」で呼ばれ続けた。『Yahoo!Japan』が提供する「オリンピック選手団一覧/TOKYO2020 Olympic Paralympic Guide」では、モンゴル国選手団の全選手について、父の名と本人の固有名の配列の順序を「(本人の固有名)・(父の名)」と入れ替えて表示したうえ、選手の個人ページでは、ローマ字表記部分では父（または母）の名のみを表示している。

### その他の分野
歴史学や国際ニュース報道、映画などの分野では、このような慣例は確立されていない。